# Sargent Shriver
Robert Sargent Shriver Jr. (9 de novembro de 1915 - 18 de janeiro de 2011) foi um diplomata, político e ativista americano. Como marido de Eunice Kennedy Shriver, ele fazia parte da família Kennedy. Shriver foi a força motriz por trás da criação do Corpo da Paz e fundou o Job Corps, o Head Start e outros programas como o arquiteto da Guerra contra a Pobreza dos anos 1960. Ele foi o candidato do Partido Democrata para vice-presidente na eleição presidencial de 1972.

## Vida
Nascido em Westminster, Maryland, Shriver seguiu uma carreira jurídica após se formar na Yale Law School. Um oponente da entrada dos EUA na Segunda Guerra Mundial, ele ajudou a estabelecer o America First Committee, mas se ofereceu como voluntário para a Marinha dos Estados Unidos antes do ataque japonês a Pearl Harbor. Durante a guerra, ele serviu no Pacífico Sul, participando da Batalha Naval de Guadalcanal. Depois de ser dispensado da Marinha, ele trabalhou como editor assistente para a Newsweek e conheceu Eunice Kennedy, casando-se com ela em 1953.
Ele trabalhou na campanha presidencial de 1960 de seu cunhado, John F. Kennedy, e ajudou a estabelecer o Peace Corps após a vitória de Kennedy. Após o assassinato de Kennedy, Shriver serviu na administração de Lyndon B. Johnson e ajudou a estabelecer vários programas anti-pobreza como diretor do Office of Economic Opportunity de 16 de outubro de 1964 a 22 de março de 1968. Ele também serviu como Embaixador dos Estados na França de 1968 a 1970. Em 1972, o candidato democrata à vice-presidência, Thomas Eagleton, renunciou à chapa e Shriver foi escolhido como seu substituto. A passagem democrata de George McGovern e Shriver perdeu em um derrota esmagadora nas eleições para o presidente republicano Richard Nixon e o vice-presidente Spiro Agnew. Shriver buscou brevemente a indicação presidencial democrata de 1976, mas desistiu da disputa após a primeira série de primárias.
Após deixar o cargo, ele voltou a exercer a advocacia, tornando-se sócio da Fried, Frank, Harris, Shriver & Jacobson. Ele também serviu como presidente das Olimpíadas Especiais e foi, por um breve período, co-proprietário do Baltimore Orioles. Ele foi diagnosticado com doença de Alzheimer em 2003 e morreu em Bethesda, Maryland, em 2011.